# MBR-2 (航空機)
MBR-2
アエロフロートのMP-1 1938年ヤルタのシルサにて
- 用途：哨戒機
- 設計者：ゲオルギー・ミハイロヴィチ・ベリエフ
- 製造者：ベリエフ設計局
- 運用者： ソビエト連邦（ソ連海軍）
- 初飛行：1932年5月3日
- 生産数：1,365機
- 生産開始：1934年
- 運用状況：退役

MBR-2（ロシア語: МБР-2）は、1935年にソビエト連邦海軍により運用が開始されたソビエト連邦のベリエフ設計局が製造した多目的（偵察任務を含む）飛行艇である。
いくつかの世界記録を樹立し、Kорова(牛)の愛称で呼ばれることもあった。
1,365機が生産され、そのうち9機がフィンランドと朝鮮民主主義人民共和国を含む外国で使用された。

## 設計
MBR-2はゲオルギー・ミハイロヴィチ・ベリエフによって設計され、輸入されたBMW VI.Zエンジン（500 hp）を搭載して1932年5月3日に初飛行した。1934年に登場した生産型はBMW VIのライセンス生産型のミクーリン M-17（680 hp）を搭載し、車輪またはスキー降着装置を装備することができた。機体は木金混合構造で、エンジンは機体上部に推進式に配置されている。
ベリエフはまた、商用旅客機型のMP-1を設計し、MP-1は1934年に航空会社で運用が始められた。さらに貨物機版の運用が1936年に開始された。
1935年にミクーリン AM-34Nエンジンを搭載し、閉鎖型コクッピットと背部の銃塔を備え、垂直尾翼が増積された改良型のMBR-2bisが開発された。1941年までこの型で生産が続けられた。
MBR-2と同様に、MBR-2bisにも商用の派生型MP-1bisが設計され、1937年に運用が開始された。

## 運用
ソ連軍では対潜や偵察などに使用されたが、カタリナ飛行艇などに代替されていった。1945年には、朝鮮半島に所在する日本海軍の基地に攻撃を行っている。

## 派生型
MBR-2M-17
短距離水上偵察機、爆装可能な飛行艇、680 hp のミクーリン M-17B エンジン装備。
MBR-2AM-34 または MBR-2bis
改良型、ミクーリン AM-34Nエンジンを搭載。
MBR-2M-103
一機の MBR-2AM-34により強力なM-103エンジンが搭載された。試作のみ。
MP-1
MBR-2M-17飛行艇の民間機型。閉鎖型キャビンに6人の乗客を乗せて運ぶことができた。
MP-1bis
MBR-2AM-34飛行艇の民間機型。
MP-1T
MBR-2の貨物輸送型。

## 運用者
フィンランド
- フィンランド空軍は捕獲した5機を1941年から使用した。

 ソビエト連邦
- アエロフロート
- ソビエト連邦海軍

 朝鮮民主主義人民共和国
- 朝鮮人民軍空軍

## 要目 (MBR-2bis)
諸元
- 乗員: 4-5人
- 全長: 13.50 m
- 全高: 4.40 m
- 翼幅: 19.00 m
- 空虚重量: 2,718 kg
- 最大離陸重量: 4,245 kg
- 動力: ミクーリン AM-34N 、559 kW （750 hp）   × 1

性能
- 最大速度: 275 km/h
- 航続距離: 1,500 km
- 実用上昇限度: 4,900 m

武装
- 固定武装: 

  - 7.62 mm PV-1 機関銃1丁（機首）、7.62 mm ShKAS機関銃（背部銃塔）
- 爆弾: 300 kgの爆弾、機雷、爆雷（翼下）